# 白膜 (陰茎)

白膜(はくまく)は、陰茎の海綿体と海綿体の長さを伸ばす線維性鞘である。これは、外側の縦方向の層と内側の円形の層を含む2層構造である 。約5％のエラスチンで構成され、残りは主にコラーゲンで構成されている 。
白膜は、勃起の維持に直接関与している。これは、陰茎の勃起に関与する役割で静脈を拘束し、血液の戻りを防ぎ、勃起状態をサポートする深い筋膜によるものである。直立した役割を持つ静脈には、深部背静脈、2つの海綿静脈、および4つの傍動脈静脈が含まれる。
白膜の小柱は繊細で、サイズがほぼ均一であり、それらの間のメッシュは陰茎の海綿体のものよりも小さく、それらの長い直径は、ほとんどの場合、陰茎のそれに対応している。
海綿体の外殻または外層は、部分的に伸ばされていない筋繊維と、尿道を囲む同じ組織の層で構成されている。